# Pomnik ofiar I wojny światowej w Joyeuse
Pomnik ofiar I wojny światowej w Joyeuse – pomnik wzniesiony w okresie od października 1922 do marca 1925 przez Gastona Dintrata. Koszt wykonania rzeźby wyniósł 25 tys. franków. 
Pomnik przedstawia pogrążone w bólu chłopskie małżeństwo, które straciło na wojnie syna, z inskrypcją Co nam pozostało. Obydwoje ubrani są w tradycyjne stroje mieszkańców Ardèche. Obydwie figury mają dwa metry wysokości, znajdują się na postumencie tej samej wysokości z napisem Naszym zabitym. 
Na cokole pomnika wyryto 76 nazwisk mieszkańców Joyeuse zabitych w I wojnie światowej, do których po II wojnie światowej dołączono sześć nazwisk ofiar tego konfliktu pochodzących z miejscowości. 